# セントラル20
セントラル20（Central 20）は、レーシングドライバーの柳田春人によって設立されたチューニングショップ。社名は株式会社セントラル。
2024年現在は事実上日産・フェアレディZの専門ショップとなっており、「Z-SPORT」ブランドを展開する。
「セントラル20」とは、中央自動車道と国道20号が交差する位置に立地することに由来する。
かつては後述するようにレーシングチームとしても活動し、1980年代には日産自動車のセミワークス格のチームだったが、現在はレース活動は行っていない。
2023年7月、創立50周年を機に柳田春人が社長を退き会長となり、後任の社長には息子の柳田真孝が就任した。

## レース参戦実績

### 富士グランチャンピオンレース
1978年にセントラル20として初参戦。1984年から再度参戦を開始し第1戦で表彰台を獲得。1985年には鈴木亜久里もサポートした。
| 年度   | 参加マシン        | ドライバー | 最高位 |
| ------ | ----------------- | ---------- | ------ |
| 1978年 | マーチ・75S       | 柳田春人   | 9位    |
| 1984年 | マーチ・822/MCS V | 柳田春人   | 3位    |
| 1985年 | マーチ・822/MCS V | 柳田春人   |        |
| 1985年 | マーチ・842/MCS Ⅵ | 鈴木亜久里 | 6位    |

### スーパーシルエット
富士スーパーシルエットシリーズが開始された1979年からバイオレットターボで柳田が参戦。以降ガゼールターボ、ブルーバードターボとマシンを換え、1983年にはシリーズチャンピオンを獲得した。
| 年度   | 参加マシン                    | ドライバー | 最高位 |
| ------ | ----------------------------- | ---------- | ------ |
| 1979年 | バイオレットターボ(710、PA10) | 柳田春人   | 優勝   |
| 1980年 | バイオレットターボ(PA10)      | 柳田春人   | 優勝   |
| 1981年 | ガゼールターボ(S110)          | 柳田春人   | 優勝   |
| 1982年 | ブルーバードターボ(910)       | 柳田春人   | 優勝   |
| 1983年 | ブルーバードターボ(910)       | 柳田春人   | 優勝   |
| 1984年 | ブルーバードターボ(910)       | 柳田春人   | 3位    |

### WEC-JAPAN
1982年の第1回大会、当初ブルーバードターボでの参戦を柳田は希望していたがそれは実現せず、同じコカ・コーラのスポンサードでマーチの2座席GCマシンでの参戦となった。レース序盤上位がルーティーンのピットインする間に柳田が日本人初のラップリードを記録した。第2回以降は国内耐久と同様グループCカーで参戦。最高成績は1985年の8位。
| 年度   | 参加マシン        | ドライバー          | 順位 |
| ------ | ----------------- | ------------------- | ---- |
| 1982年 | マーチ・75S/BMW   | 柳田春人/内田審司   | 10位 |
| 1983年 | LM・03C/日産      | 柳田春人/和田孝夫   | 失格 |
| 1984年 | LM・03C/日産      | 柳田春人/和田孝夫   | Ret  |
| 1985年 | ローラ・T810/日産 | 柳田春人/鈴木亜久里 | 8位  |
| 1986年 | マーチ・85G/日産  | 柳田春人/中川隆正   | 18位 |

### 全日本耐久選手権
1983年から1986年まで、日産のエンジンを搭載するグループCカーで参戦。セントラル20は、ワークス活動を再開させる前の日産におけるセミワークス的立場にあった。1984年のNISMO設立で日産のワークス活動が本格化し、1986年オフの日産の参戦体制変更によりセントラル20は同選手権より撤退となった。
| 年度   | 参加マシン                          | ドライバー          | 最高位 |
| ------ | ----------------------------------- | ------------------- | ------ |
| 1983年 | LM・03C/日産                        | 柳田春人/和田孝夫   |        |
| 1984年 | LM・03C/日産                        | 柳田春人/和田孝夫   | 3位    |
| 1985年 | LM・04C/日産、ローラ・T810/日産     | 柳田春人/鈴木亜久里 | 8位    |
| 1986年 | ローラ・T810/日産、マーチ・85G/日産 | 柳田春人/中川隆正   | 6位    |

### 全日本ツーリングカー選手権
1986年、日産・スカイラインで参戦。前年のワークスマシンを使用。最高位は4位。この年のみの参戦。
| 年度   | 参加マシン                  | ドライバー         | 最高位 |
| ------ | --------------------------- | ------------------ | ------ |
| 1986年 | スカイラインRSターボ（R30） | 柳田春人／中川隆正 | 4位    |

### 主なメインスポンサー
- コカ・コーラ
1982年-1985年　SS('82,'84年)、GC('84,'85年)、耐久('82-'84年)
- キヤノン
1984年、1985年　耐久、GC('84年）
- オートバックス
1983年　    SS
- タカキュー
1986年　    耐久
- オートテック
1986年　    JTC